# Allochrusa gypsophiloides
Allochrusa gypsophiloides là loài thực vật có hoa thuộc họ Cẩm chướng. Loài này được (Regel) Schischk. mô tả khoa học đầu tiên năm 1937.